# Made in Hong Kong (film)
Made in Hong Kong (Xiāng Gǎng zhì zào) è un film del 1997 scritto e diretto da Fruit Chan.

## Trama
Una studentessa si suicida lasciandosi alle spalle due lettere macchiate di sangue. Chung-chau, un ragazzo che vive in quartiere popolare, le trova e da allora le cose cominciano ad andare male per lui.